# Hiperładunek
Hiperładunek, słaby hiperładunek – wielkość fizyczna przypisywana cząstkom elementarnym. Jest oznaczana literą Y i zdefiniowana następująco:
Y = 2 (Q – I3),
gdzie Q to ładunek elektryczny, a I3 to trzecia składowa słabego izospinu.
Hiperładunek obok słabego izospinu jest podstawowym ładunkiem oddziaływania elektrosłabego. Bozonami cechowania oddziaływania elektrosłabego są bozony W1, W2, W3 i B. Grupą cechowania teorii oddziaływań elektrosłabych jest grupa SU(2)xU(1), dzieląca się na podgrupy SU(2) i U(1), gdzie generatorami podgrupy SU(2) są operatory izospinu, a generatorem podgrupy U(1) jest operator hiperładunku. Pola wszystkich cząstek elementarnych o ustalonej chiralności, w tym leptonów i kwarków są stanami własnymi hiperładunku.